# Newport Classic
Newport Classic è un'etichetta discografica di musica classica, fondata da Larry Kraman a Newport (Rhode Island).
Nel suo catalogo sono presenti lavori sia noti che inusuali, come Casanova's Homecoming, A Waterbird Talk, Trouble in Tahiti, A Ceremony of Carols, Médée (l'originale opéra-comique di Luigi Cherubini, in francese), Il campanello di notte, The Jumping Frog of Calveras County, Acis and Galatea, Berenice, Joshua, Muzio, Siroe, Sosarme, La canterina, Le vin herbé, The Consul, Help, Help, the Globolinks!, The Ballad of Baby Doe, The Devil and Daniel Webster, Winterreise, Le sacre du printemps e Pimpinone.
Nel 2008, Newport Classic pubblicò un DVD su Willie Stark che includeva anche un'intervista al compositore Carlisle Floyd.
Tra gli artisti sotto tale etichetta figurano John Aler, David Arnold, Julianne Baird, Thom Baker, Richard Bonynge, Débria Brown, Joyce Castle, John Cheek, John DeMain, Colin Duffy, Michael Feldman, Lauren Flanigan, Bart Folse, D'Anna Fortunato, Elizabeth Futral, Jon Garrison, Jan Grissom, Grayson Hirst, John Keene, Igor Kipnis, Jennifer Lane, Vincent La Selva, Andrea Matthews, Erie Mills, Drew Minter, John Ostendorf, Ned Rorem, Thaïs St Julien, Gregg Smith, Johannes Somary, Vern Sutton, Phyllis Treigle, Christine Weidinger, Jayne West e Eugenia Zukerman.